# Cassida relicta
Cassida relicta är en skalbaggsart som beskrevs av Franz Spaeth 1927. Cassida relicta ingår i släktet Cassida och familjen bladbaggar. Inga underarter finns listade i Catalogue of Life.